# Liste des noms de famille les plus courants en France
L'Insee recense plus de 1,4 million de noms de famille différents. Selon Marianne Mulon, conservatrice à l'origine du service d'onomastique des Archives de France, « les estimations oscillent entre 200 000 et 800 000 », la seule estimation sérieuse du nombre total de patronymes serait de plus de 300 000.
Une personne sur deux porte un nom de famille très rare (moins de 50 porteurs vivants au moment du recensement) et huit personnes sur dix un nom rare (moins de 500 porteurs vivants au moment du recensement). Environ 300 000 personnes en France seraient les uniques et derniers porteurs de leur patronyme, alors qu'un nombre équivalent de Français se partagent le nom de famille le plus fréquent : Martin.
Ces patronymes ont une grande variété de sens et d'origines,,,,.

## Listes

### Personnes nées en France entre 1891 et 1990
La liste suivante est le classement des noms de famille les plus courants en France, par nombre de personnes nées en France sur cent ans, entre 1891 et 1990. Elle ne comporte que des noms de famille sans accent, tréma ou cédille. Les statistiques dont elle est tirée ne font pas la distinction entre les noms de famille qui ne diffèrent que par les accents, tréma ou cédille (par exemple, Barré et Barre sont classés à Barre, Müller et Muller à Muller, ou François et Francois à Francois).
1. Martin, 228 857
2. Bernard, 120 573
3. Thomas, 108 141
4. Petit, 105 463
5. Robert, 102 950
6. Richard, 99 920
7. Durand, 99 614
8. Dubois, 98 951
9. Moreau, 94 261
10. Laurent, 88 803
11. Simon, 87 941
12. Michel, 85 489
13. Lefebvre, 82 522
14. Leroy, 79 204
15. Roux, 69 685
16. David, 69 212
17. Bertrand, 66 763
18. Morel, 66 417
19. Fournier, 65 758
20. Girard, 64 031
21. Bonnet, 63 085
22. Dupont, 63 035
23. Lambert, 63 026
24. Fontaine, 62 869
25. Rousseau, 62 193
26. Vincent, 60 751
27. Muller, 58 811
28. Lefevre, 58 158
29. Faure, 58 097
30. Andre, 57 349
31. Mercier, 57 294
32. Blanc, 57 127
33. Guerin, 56 839
34. Boyer, 56 246
35. Garnier, 56 244
36. Chevalier, 54 468
37. Francois, 54 107
38. Legrand, 53 523
39. Gauthier, 53 168
40. Garcia, 52 739
41. Perrin, 51 818
42. Robin, 51 038
43. Clement, 50 448
44. Morin, 49 974
45. Nicolas, 49 022
46. Henry, 48 972
47. Roussel, 48 889
48. Mathieu, 48 764
49. Gautier, 48 304
50. Masson, 48 076
51. Marchand, 46 626
52. Duval, 46 424
53. Denis, 45 022
54. Dumont, 44 623
55. Marie, 44 490
56. Lemaire, 44 357
57. Noel, 44 245
58. Meyer, 43 485
59. Dufour, 43 324
60. Meunier, 43 171
61. Brun, 42 126
62. Blanchard, 42 062
63. Giraud, 41 518
64. Joly, 41 250
65. Riviere, 41 202
66. Lucas, 41 133
67. Brunet, 41 008
68. Gaillard, 40 816
69. Barbier, 40 258
70. Arnaud, 40 132
71. Martinez, 40 086
72. Gerard, 39 969
73. Roche, 39 242
74. Renard, 38 621
75. Schmitt, 38 608
76. Roy, 38 246
77. Leroux, 38 068
78. Colin, 37 704
79. Vidal, 37 637
80. Caron, 37 494
81. Picard, 37 404
82. Roger, 37 125
83. Fabre, 36 949
84. Aubert, 36 028
85. Lemoine, 35 486
86. Renaud, 34 908
87. Dumas, 34 517
88. Lacroix, 34 214
89. Olivier, 33 975
90. Philippe, 33 410
91. Bourgeois, 33 394
92. Pierre, 33 120
93. Benoit, 32 950
94. Rey, 32 831
95. Leclerc, 32 667
96. Payet, 32 538
97. Rolland, 31 990
98. Leclercq, 31 928
99. Guillaume, 31 880
100. Lecomte, 31 875
101. Lopez, 31 156
102. Jean, 31 112
103. Dupuy, 30 939
104. Guillot, 30 471
105. Hubert, 30 453
106. Berger, 30 396
107. Carpentier, 30 104
108. Sanchez, 30 005
109. Dupuis, 29 648
110. Moulin, 29 627
111. Louis, 29 426
112. Deschamps, 28 962
113. Huet, 28 552
114. Vasseur, 28 408
115. Perez, 28 022
116. Boucher, 27 883
117. Fleury, 27 625
118. Royer, 27 460
119. Klein, 27 410
120. Jacquet, 27 372
121. Adam, 27 304
122. Paris, 27 293
123. Poirier, 27 225
124. Marty, 27 084
125. Aubry, 26 993
126. Guyot, 26 949
127. Carre, 26 932
128. Charles, 26 771
129. Renault, 26 761
130. Charpentier, 26 641
131. Menard, 26 611
132. Maillard, 26 569
133. Baron, 26 512
134. Bertin, 26 360
135. Bailly, 26 189
136. Herve, 26 123
137. Schneider, 25 977
138. Fernandez, 25 839
139. Le Gall, 25 358
140. Collet, 25 292
141. Leger, 25 246
142. Bouvier, 25 170
143. Julien, 24 904
144. Prevost, 24 689
145. Millet, 24 521
146. Perrot, 24 316
147. Daniel, 24 299
148. Le Roux, 24 212
149. Cousin, 24 061
150. Germain, 24 029
151. Breton, 23 809
152. Besson, 23 611
153. Langlois, 23 583
154. Remy, 23 493
155. Le Goff, 23 381
156. Pelletier, 23 361
157. Leveque, 23 321
158. Perrier, 23 083
159. Leblanc, 23 048
160. Barre, 23 006
161. Lebrun, 22 865
162. Marchal, 22 793
163. Weber, 22 718
164. Mallet, 22 426
165. Hamon, 22 395
166. Boulanger, 22 271
167. Jacob, 22 262
168. Monnier, 22 158
169. Michaud, 22 110
170. Rodriguez, 22 095
171. Guichard, 22 034
172. Gillet, 21 897
173. Etienne, 21 832
174. Grondin, 21 711
175. Poulain, 21 693
176. Tessier, 21 580
177. Chevallier, 21 421
178. Collin, 21 416
179. Chauvin, 21 397
180. Da Silva, 21 348
181. Bouchet, 21 331
182. Gay, 21 284
183. Lemaitre, 21 154
184. Benard, 21 094
185. Marechal, 20 928
186. Humbert, 20 706
187. Reynaud, 20 517
188. Antoine, 20 511
189. Hoarau, 20 459
190. Perret, 20 360
191. Barthelemy, 19 991
192. Cordier, 19 821
193. Pichon, 19 808
194. Lejeune, 19 719
195. Gilbert, 19 684
196. Lamy, 19 675
197. Delaunay, 19 604
198. Pasquier, 19 594
199. Carlier, 19 556
200. Laporte, 19 507

### Personnes nées en France entre 1891 et 2000
Une nouvelle liste contenant les données portant sur les noms par décennie de naissance de 1891 à 2000 a été publiée par l'Insee en 2018.
1. Martin, 250 013
2. Bernard, 131 330
3. Thomas, 118 331
4. Petit, 115 217
5. Robert, 112 998
6. Richard, 109 354
7. Dubois, 108 619
8. Durand, 108 374
9. Moreau, 102 804
10. Laurent, 97 015
11. Simon, 96 397
12. Michel, 93 493
13. Lefebvre, 91 459
14. Leroy, 87 282
15. David, 76 085
16. Roux, 75 365
17. Morel, 72 745
18. Bertrand, 72 683
19. Fournier, 71 996
20. Girard, 70 039
21. Fontaine, 70 000
22. Lambert, 69 252
23. Dupont, 69 221
24. Bonnet, 68 481
25. Rousseau, 68 010
26. Vincent, 66 396
27. Muller, 64 309
28. Lefevre, 64 107
29. Faure, 62 937
30. Andre, 62 715
31. Mercier, 62 601
32. Guerin, 62 183
33. Garcia, 61 938
34. Boyer, 61 922
35. Blanc, 61 743
36. Garnier, 61 499
37. Chevalier, 59 902
38. Francois, 59 714
39. Legrand, 59 162
40. Gauthier, 57 731
41. Perrin, 56 419
42. Robin, 55 816
43. Clement, 55 223
44. Morin, 54 669
45. Henry, 53 949
46. Nicolas, 53 537
47. Roussel, 53 520
48. Gautier, 53 164
49. Mathieu, 53 090
50. Masson, 52 584
51. Duval, 51 131
52. Marchand, 50 838
53. Denis, 49 289
54. Lemaire, 48 873
55. Dumont, 48 757
56. Marie, 48 635
57. Noel, 48 601
58. Meyer, 47 492
59. Dufour, 47 439
60. Meunier, 47 200
61. Martinez, 47 023
62. Blanchard, 46 004
63. Brun, 45 695
64. Riviere, 45 694
65. Lucas, 45 444
66. Joly, 45 336
67. Giraud, 45 026
68. Brunet, 44 638
69. Gaillard, 44 341
70. Barbier, 44 176
71. Gerard, 43 649
72. Arnaud, 43 537
73. Renard, 42 672
74. Roche, 42 580
75. Schmitt, 42 249
76. Roy, 41 749
77. Leroux, 41 589
78. Caron, 41 553
79. Colin, 41 318
80. Vidal, 41 003
81. Picard, 41 000
82. Roger, 40 599
83. Fabre, 39 997
84. Aubert, 39 336
85. Lemoine, 39 158
86. Renaud, 38 063
87. Dumas, 37 562
88. Payet, 37 410
89. Olivier, 37 366
90. Lacroix, 37 290
91. Philippe, 36 722
92. Pierre, 36 669
93. Bourgeois, 36 647
94. Lopez, 36 571
95. Benoit, 35 997
96. Leclerc, 35 952
97. Rey, 35 603
98. Leclercq, 35 282
99. Sanchez, 35 260
100. Lecomte, 35 165
101. Rolland, 34 991
102. Guillaume, 34 946
103. Jean, 33 993
104. Hubert, 33 532
105. Dupuy, 33 468
106. Carpentier, 33 267
107. Guillot, 33 243
108. Berger, 33 162
109. Perez, 33 087
110. Dupuis, 32 749
111. Louis, 32 513
112. Moulin, 32 232
113. Deschamps, 31 482
114. Vasseur, 31 409
115. Huet, 31 363
116. Boucher, 30 532
117. Fernandez, 30 435
118. Fleury, 30 347
119. Adam, 30 156
120. Royer, 30 117
121. Paris, 30 053
122. Jacquet, 29 997
123. Klein, 29 805
124. Poirier, 29 757
125. Charles, 29 664
126. Aubry, 29 659
127. Guyot, 29 550
128. Carre, 29 318
129. Renault, 29 269
130. Menard, 29 208
131. Maillard, 29 190
132. Charpentier, 29 185
133. Marty, 29 153
134. Bertin, 29 118
135. Baron, 29 038
136. Da Silva, 28 730
137. Bailly, 28 461
138. Herve, 28 139
139. Schneider, 28 400
140. Le Gall, 27 857
141. Collet, 27 784
142. Leger, 27 715
143. Bouvier, 27 490
144. Julien, 27 182
145. Prevost, 27 099
146. Millet, 26 788
147. Le Roux, 26 173
148. Daniel, 26 571
149. Perrot, 26 530
150. Cousin, 26 515
151. Germain, 26 343
152. Breton, 26 055
153. Rodriguez, 26 021
154. Langlois, 25 998
155. Remy, 25 844
156. Besson, 25 717
157. Leveque, 25 621
158. Le Goff, 25 569
159. Pelletier, 25 569
160. Leblanc, 25 423
161. Barre, 25 242
162. Lebrun, 25 189
163. Grondin, 25 104
164. Perrier, 25 082
165. Marchal, 24 935
166. Weber, 24 758
167. Boulanger, 24 602
168. Mallet, 24 524
169. Hamon, 24 506
170. Jacob, 24 433
171. Monnier, 24 398
172. Michaud, 24 146
173. Guichard, 24 145
174. Poulain, 23 983
175. Etienne, 23 970
176. Gillet, 23 930
177. Hoarau, 23 868
178. Tessier, 23 702
179. Chevallier, 23 548
180. Collin, 23 446
181. Lemaitre, 23 418
182. Benard, 23 390
183. Chauvin, 23 349
184. Bouchet, 23 110
185. Marechal, 23 061
186. Gay, 23 032
187. Humbert, 22 598
188. Gonzalez, 22 554
189. Antoine, 22 553
190. Perret, 22 282
191. Reynaud, 22 281
192. Cordier, 21 856
193. Lejeune, 21 731
194. Barthelemy, 21 693
195. Delaunay, 21 691
196. Carlier, 21 636
197. Pichon, 21 608
198. Pasquier, 21 537
199. Lamy, 21 483
200. Gilbert, 21 442